# Anu Penttinen
Anu Penttinen (* 5. Juni 1974 in Helsinki) ist eine finnische Glaskünstlerin und Designerin, die unter anderem für das finnische Design-Unternehmen Iittala arbeitet.

## Leben und Werk
Nach dem schulischen Abschluss begann Anu Penttinen ihr Studium an der Universität für Kunst und Design in Helsinki. 1997 setzte sie ihr Studium an der School of Art, Design and Communication, Sunderland und 1998 an der Canberra School of Art der Australian National University fort und schloss den Auslandsaufenthalt im Jahr 2000 mit einem Bachelor First Class Honours Degree ab. Zurück in Finnland beendete sie 2002 ihr Studium in Helsinki mit einem Master in Glasdesign. Ein Jahr später gründete sie in Helsinki ihr eigenes Unternehmen Nounou Design.
Anu Penttinen arbeitete von 2003 bis 2005 als Dozentin für Glasdesign am Wetterhoff Institute in Hameenlinna. Darüber hinaus entwirft sie Unikate für ihr Unternehmen und arbeitet als freiberufliche Designerin für verschiedene renommierte Unternehmen, darunter Iittala, Marimekko und Aarikka in Finnland sowie Orrefors in Schweden. Anfang 2015 entwarf Anu Penttinen im Rahmen eines Artist-in-Residence-Programm bei Bullseye Glass in Portland Glasobjekte für die Serienproduktion, die auf dem amerikanischen Markt verkauft werden sollten.
Anu Penttinen arbeitet mit verschiedenen Glastechniken. Neben verschiedenen Glas- und Fusingtechniken, der Ofen- und Kaltformung arbeitet sie seit 2012 bevorzugt mit der Roll-up-Technik, bei der zunächst verschiedenfarbige Glasscheiben miteinander verschmolzen, zu einem Zylinder aufgerollt und anschließend ausgeblasen werden. Ihre Produktpalette reicht von den kleinen Glasbehältern der Serie Vitriini für Iittala, Pilkku für Aarikka, Schale Atlas für Orrefors, über Trinkgefäße für Marimekko (Serie Sukat Makkaralla, 2010) und die Birds by Penttinen-Kollektion für Iittala (seit 2008) bis hin zu Lichtobjekten (Reitti lamp für Aarikka) und Skulpturen. Ihre Objekte werden inspiriert von Details einer Stadtlandschaft wie Architektur, Straßenkarten und Symbolen.
Penttinen lebt aber seit einigen Jahren ganzjährig im Nuutajärvi Glass Village, in dem seit 1793 Glas hergestellt wird. In ihrem Unternehmen konzentriert sie sich auf die Herstellung kleiner Serien von dekorativen Glasdesigns in Handarbeit.
Ihre Glasinstallationen werden u. a. in der Finnischen Botschaft in London und Ankara, im Finnischen Glasmuseum in Riihimäki sowie im Rahmen der Australian National University Art Collection in Cranberry sowie auf dem ASEM 6 Summit im Helsinki Messezentrum öffentlich gezeigt. Sie war Gründungsmitglied der Lasikompania Glass Cooperative (2003), der Design District Cooperative (2005), der Nuutajarvi Gallery Cooperative (2007) und SPEKULO Uuden Lasin Yhdistys – Association of New Glass (2019).

## Werke (Auswahl)
- Glasserie Vitriini für Iittala
- Glaserie Pilkku für Aarikka
- Glaserie Sukat Makkaralla für Marimekko
- Reitti lamp für Aarikka

- Wand Jewel Koralli für Iittala
- Vase Magnitude, Morph, Controller und Amplitude
- Vase Map, Cityscope, Align, Clone und Grid
- Glasschalen Border
- Lulu the Bird
- Billie the Bird
- Birds by Penttinen-Kollektion für Iittala
  - Apple Pie
  - Sweet Merinque
  - Cloud-9
  - Snowball
  - Funky Violet
  - Cool Joe
  - Nightbird
  - Ippie the Hippie
  - Sweet Liquorice
  - I’m all Bananas
  - Cotton Candy
  - Paradise Chick

## Ausstellungen (Auswahl)

### Einzelausstellungen (Auswahl)
- Gumbostrand Konst & Form, Sipoo, Finnland (2022)
- Butterflies can see ultraviolet light – New Works in Glass, Kemiö Island, Finnland (2021)
- Anu Penttinen – Works in Glass, Helsinki, Finnland (2019)
- Fragment, Layer & Technicolor, Boda, Schweden (2015)
- Superposition II, Stockholm, Schweden (2013)
- Superposition, Finnisches Glass Museum, Riihimäki, Finnland (2012)
- Anu Penttinen, Kippis Finnish Design, Berlin (2011)
- Fragile Landscapes, Tampere, Finnland (2010)
- Anu Penttinen, Clara Scremini Gallery, Paris; Frankreich (2009)
- You are here: Fragile Journeys, Design Forum Finland, Helsinki, Finnland (2005)
- Objet Opale, Gallery Profounders, Helsinki, Finnland (2002)

### Gruppenausstellungen (Auswahl)
- glass – hand formed matter, Bröhan-Museum, Berlin 2022
- Contemporary Glass from Finland, Murano Glass Museum, Venedig, Italien (2021 / 2022 / 2023)
- Geometric Patterns, Antwerpen, Belgien (2018)
- A Vase is a Vase is a Vase? Antwerpen, Belgien (2015)
- Finnland – Designed environments, Minneapolis Institute of Arts, USA (2014)
- Aurora – Contemporary Nordic Glass Art, Pera-Museum, Istanbul, Türkei (2014)
- Nordic Glass c/o The Glass Factory, Boda Glass Village, Schweden (2013)
- Cheongju International Craft Biennale, Cheongju, Südkorea (2011, 2013)
- Unwrapped, Istanbul Design Biennale, Istanbul, Türkei (2012)
- Unwrapped, London Design Festival, London, Großbritannien (2011)
- Hirameki Design X Finland, Tokio, Japan (2010)
- Straightforward – New Finnish Design ́10, New York, USA (2010)
- Prague Festival, Prag, Tschechische Republik (2010)
- Findesign Helsinki – Madrid, Madrid, Spanien (2009)
- Re-Interpreting Nature, Budapest, Ungarn (2009)
- Pavillon des Arts et du Design, Tuileries, Paris, Frankreich (2009)
- Mytopantone, Darmstadt, Deutschland (2009)
- SOFA – Sculptural Objects and Functional Art Fair, Chicago, USA (2009)
- European Glass Context, Bornholm, Dänemark (2009)
- FORM, Art+Design Exhibition, Olympia National Hall, London, Großbritannien (2007)
- Philadelphia Museum of Art Craft Show, Philadelphia, USA (2006)
- Modern Masters; Internationale Kunst Messe, München, Deutschland (2006)
- Canberra Glass, Canberra, Australien (2005, 2003, 2000)
- COLLECT, The Art Fair for Contemporary Objects, Victoria & Albert Museum, London, Großbritannien (2004)
- FOUR:04, Quadrivium, Sydney, Australien (2004)
- International Art und Design Fair, New York, USA (2003)
- Masters of Art, Design Museum, Helsinki, Finnland (2002)
- New Glass – New Talent, Melbourne, Australien (2001)
- Talente 2001, 53. Internationale Design Messe, München, Deutschland (2001)
- Venezia Aperto Vetro, Venedig, Italien (1998)

## Auszeichnungen (Auswahl)
- Golden iF Design Award (für die Glasserie Vitriini / Iittala, 2012)[11]
- 1. Preis Talente 2001 – Preis des Freistaates Bayern (2001)